# Rhea Chakraborty
Pour les articles homonymes, voir Chakraborty.
Rhea Chakraborty est une actrice indienne. Elle a commencé sa carrière en tant que VJ sur MTV India. En 2013, elle fait ses débuts d'actrice à Bollywood avec le film Mere Dad Ki Maruti .

## Carrière
Rhea a commencé sa carrière télévisuelle en 2009 avec TVS Scooty Teen Diva de MTV India où elle était la première finaliste. Plus tard, elle a auditionné pour être VJ à MTV Delhi et a été sélectionnée. Elle a animé plusieurs émissions MTV, dont Pepsi MTV Wassup, TicTac College Beat et MTV Gone in 60 Seconds . 
En 2012, elle a fait ses débuts au cinéma avec le film Telugu Tuneega Tuneega où elle a joué le personnage Nidhi. En 2013, elle a fait ses débuts à Bollywood avec Mere Dad Ki Maruti dans le rôle de Jasleen.
En 2017, elle est apparue dans la Bank Chor de YRF. Elle a également fait des apparitions dans Half Girlfriend et Dobaara: See Your Evil . En 2018, elle est apparue dans Jalebi face à la débutante Varun Mitra. 

## Vie privée

### Décès de Sushant Singh Rajput
Le 16 juillet 2020, Hindustan Times a rapporté, à la suite du suicide de l'acteur Sushant Singh Rajput, que Chakraborty s'était « identifiée comme la petite amie de Sushant ». 
Le 25 juillet, la famille de Sushant a déposé un premier rapport d 'information (FIR) auprès de la police de Patna, où vit son père, alléguant que Chakraborty, Indrajit Chakraborty, Sandhya Chakraborty, Shruti Modi, Showik Chakraborty et d'autres l'ont incité à se suicider. Le père de Rajput, a déclaré dans le FIR que Sushant avait confié à sa sœur que Chakraborty l'avait menacé de rendre ses reçus médicaux publics. Le 28 juillet, India Today a rapporté que Chakraborty avait été inscrit dans cette affaire,. 

## Filmographie

### Films
| † | Désigne les films qui ne sont pas encore sortis |

| An   | Film                     | Rôle                   | Langue   | Références         |
| ---- | ------------------------ | ---------------------- | -------- | ------------------ |
| 2012 | Tuneega Tuneega          | Nidhi                  | Télougou | Débuts en télougou |
| 2013 | Simple papa Ki Maruti    | Jasleen                | hindi    | [ 3 ]              |
| 2014 | Câble Sonali             | Sonali Dattaram Tandel | hindi    | [ 13 ]             |
| 2017 | Dobaara: voyez votre mal | Tanya                  | hindi    |                    |
| 2017 | Demi petite amie         | Anshika                | hindi    |                    |
| 2017 | Banque Chor              | Gayatri Ganguli        | hindi    | [ 6 ]              |
| 2018 | Jalebi                   | Aisha                  | hindi    | [ 8 ]              |
| 2020 | Chehre                   | Neha                   | hindi    | Tournage           |

### Télévision
| Titre                     | Rôle       | Canal    |
| ------------------------- | ---------- | -------- |
| TVS Scooty Teen Diva      | Concurrent | MTV Inde |
| Pepsi MTV Wassup          | Hôte       | MTV Inde |
| J'y vais dans 60 secondes | Hôte       | MTV Inde |
| TicTac College Beat       | Hôte       | MTV Inde |